# Autorità intergovernativa per lo sviluppo
L'Autorità intergovernativa per lo sviluppo (in inglese Intergovernamental Authority on Development - IGAD) è un'organizzazione internazionale politico-commerciale formata dai paesi del Corno d'Africa, fondata nel 1986.
Nel 1996 fu istituito anche l'IGAD Partners Forum, un'organizzazione tra i Paesi membri dell'IGAD e vari paesi europei, con anche la Banca Mondiale, la Commissione europea, il segretariato dell'ONU, il Programma delle Nazioni Unite per lo sviluppo, l'Alto commissariato delle Nazioni Unite per i rifugiati e la FAO. Esso ha lo scopo di sostenere la collaborazione dei paesi donatori con i paesi membri dell'IGAD.

## Membri
Corno d'Africa
- Etiopia (Stato fondatore)
- Gibuti (Stato fondatore)
- Somalia (Stato fondatore)
- Eritrea (entrata nel 1993, ritiratasi nel 2007, rientrata nel 2023)

Regione dei Grandi laghi
- Kenya (Stato fondatore)
- Uganda (Stato fondatore)

Valle del Nilo
- Sudan (Stato fondatore; ritiratosi nel 2024)
- Sudan del Sud (entrato nel 2011, dopo l'indipendenza; sospeso nel 2021)

## Obiettivi
I tre obiettivi che l'organizzazione intende perseguire sono i seguenti:
- sicurezza alimentare e protezione ambientale;
- prevenzione, gestione e risoluzione dei conflitti;
- affari umanitari e sviluppo infrastrutturale.